# Die Küstenpiloten (2020)

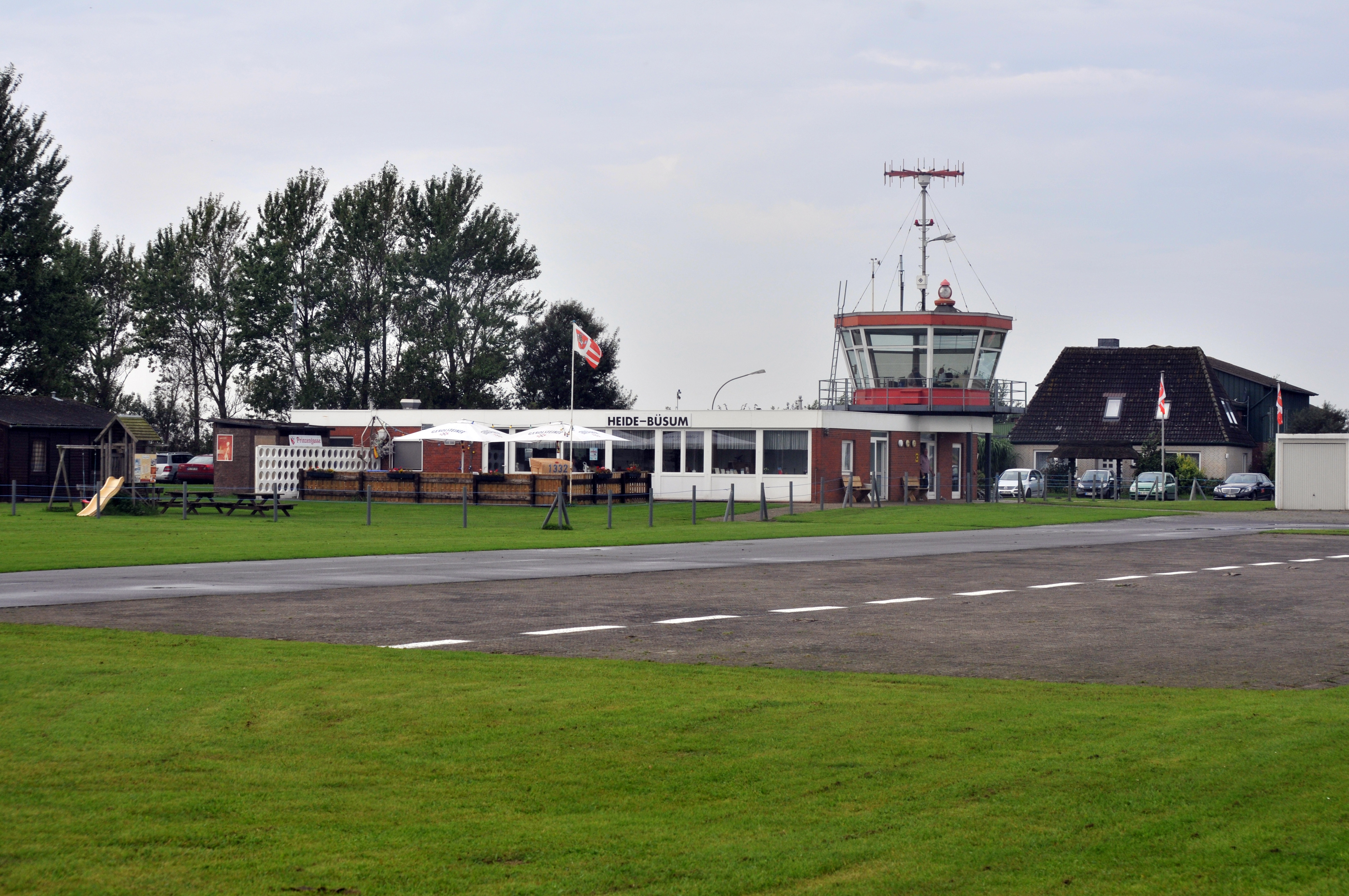
Der Flugplatz Heide-Büsum – Außenkulisse für die Dreharbeiten zu Die Küstenpiloten

Die Küstenpiloten ist der Übertitel eines zweiteiligen Fernsehfilms, der im Jahr 2019 im Auftrag der ARD-Degeto für den Fernsehsender Das Erste produziert wurde. Die Filme von jeweils circa 90 Minuten wurden im Rahmen der Reihe Endlich Freitag im Ersten ausgestrahlt. Die Ausstrahlung des ersten Films mit dem Titel Die  Küstenpiloten – Kleine Schwester, großer Bruder erfolgte am 6. November 2020, die des zweiten Films unter dem Titel  Die Küstenpiloten – Mütter und Töchter am 13. November 2020.               

## Inhalt
Im Mittelpunkt der Serie steht Swantje Hansen, eine alleinerziehende Mutter, die gemeinsam mit ihrem Vater Hauke im schleswig-holsteinischen Büsum einen kleinen Flugplatz betreibt, der sich im Familienbesitz befindet. In der ersten Folge stößt auch noch ihr „verlorener“ Bruder Sönke dazu, der bis dahin als Pilot in Sibirien gearbeitet hat. Swantje war bisher die Juniorchefin, die den Flugbetrieb am Laufen hielt, und hatte volle Entscheidungsgewalt, die sie nun nach Willen ihres Vaters an ihren Bruder abgeben soll. Unterstützung im „Kampf“ gegen ihren Bruder bekommt sie unerwartet von ihrer Mutter. Diese hatte die Familie vor 20 Jahren verlassen und kehrt nun zurück, um sich wieder mit ihrer Tochter zu versöhnen. Da sie noch immer Einfluss auf ihren Exmann hat und ein Nießbrauchsrecht besitzt, bringt sie ihn dazu, einen neuen Vertrag aufzusetzen, sodass Swantje 50 Prozent der Flugplatzrechte gesichert sind. Die anderen 50 Prozent behält allerdings ihr Bruder, mit dem sie nun wohl oder übel zusammenarbeiten muss.

## Besetzung
| Schauspieler        | Rolle                 | Bemerkung                     | Folge |
| ------------------- | --------------------- | ----------------------------- | ----- |
| Nadine Boske        | Swantje Hansen        |                               | 1–2   |
| Hannes Wegener      | Sönke Hansen          | Swantjes Bruder               | 1–2   |
| Jan-Gregor Kremp    | Hauke Hansen          | Swantjes Vater                | 1–2   |
| Marta Laubinger     | Jule Hansen           | Swantjes Tochter              | 1–2   |
| Susanne Schäfer     | Mathilda Buchan       | Angestellte auf dem Flugplatz | 1–2   |
| Anja Antonowicz     | Fenja Fensen          |                               | 1–2   |
| Jonas Laux          | Guido Eversburg       | Ranger                        | 1–2   |
| Laura Uhlig         | Wiebke Eversburg      |                               | 1–2   |
| Uwe Rohde           | Kalle Kröger          |                               | 1–2   |
| Moritz Ahlrichs     | n.n.                  | Junge                         | 1–2   |
| Anna Lena Graff     | Merle Plietsch        |                               | 1     |
| Diana Ebert         | n.n.                  | Freundin der Braut            | 1     |
| Heidrun Fiedler     | n.n.                  | Braut                         | 1     |
| Michael Del Coco    | n.n.                  | Bräutigam                     | 1     |
| Sabine Vitua        | Britta (ehem. Hansen) | Exfrau von Hauke              | 2     |
| Harald Burmeister   | Herr Emmrich          | Notar                         | 2     |
| Ruby M. Lichtenberg | Lena Fritten          | Jules Freundin                | 2     |
| Leonard Seyd        | Enno Braaksen         | Jules Freund                  | 2     |
| Oliver Törner       | Ralf Klingenberg      |                               | 2     |
| Monika Wegener      | Janne                 |                               | 2     |

## Episodenliste
| Folge | Titel                           | Drehzeitraum            | Erstausstrahlung | Regie            | Drehbuch                         | Einschaltquoten | Drehorte                             |
| ----- | ------------------------------- | ----------------------- | ---------------- | ---------------- | -------------------------------- | --------------- | ------------------------------------ |
| 1     | Kleine Schwester, großer Bruder | 20.08.2019 – 24.10.2019 | 6. Nov. 2020     | Kerstin Ahlrichs | Marcus Hertneck                  | 4,37 Mio.       | Büsum, Sankt Peter-Ording, Helgoland |
| 2     | Mütter und Töchter              | 20.08.2019 – 24.10.2019 | 13. Nov. 2020    | Kerstin Ahlrichs | Marcus Hertneck, Sebastian Bleyl | 4,42 Mio.       | Büsum, Sankt Peter-Ording, Helgoland |

## Produktionsnotizen
Die Produktion beider Filme erfolgte durch die NFP*.
Hauptschauplatz der Dreharbeiten im Sommer 2019 war der Flugplatz Heide-Büsum in Schleswig-Holstein. Die dort ansässigen Piloten, sowie Piloten von umliegenden Flugplätzen, unterstützten die Produktionsfirma von fliegerischer Seite aus. So handelt es sich beispielsweise bei dem Flugzeug, welches im Film unter anderem von Swantjes Vater Hauke geflogen wird, um eine Cessna 208 Caravan vom Flugplatz Hungriger Wolf bei Itzehoe.

## Kritik
Im „doppelte[n] Auftakt zu einer möglichen neuen Reihe der ARD-Tochter Degeto“ macht Rainer Tittelbach von tittelbach.tv ein beliebtes „Freitagsfilmschema“ aus: „Junge Frau muss sich in einer Männerwelt behaupten“. Dies wirke im ersten Film „allerdings wie ein von Oberbayern an die Nordsee verlegtes Remake von ‚Reiterhof Wildenstein‘. Was dort die Voralpen sind, ist hier die Küste“ und kritisiert damit die aus seiner Sicht „vielen Luftaufnahmen“. Da, „mehr Handlung, weniger Landschaft“ und teils auch guter schauspielerischer Umsetzung, findet Tittelbach den zweiten Film zwar „insgesamt gelungener“, doch „das Gesamtniveau“ aber für „erheblich ausbaufähig“.
„Trotz Seichtigkeiten […] gelingt dem Pilotfilm ein flotter Start“ und „Das Niveau hat Luft nach oben, aber die Crew ist charmant“, meinten die Kritiker der Fernsehzeitschrift TV Spielfilm über den ersten Teil und bewerteten diesen mit dem Daumen nach oben. Über den zweiten Teil meinten dieselben Kritiker, die „sympathische[n] Figuren machen Story-Macken wett“. So sei „das Actionfinale […] Quark, aber die norddeutsch-herben Figuren machen Spaß“. Insbesondere Nadine Boske spielt „erfrischend burschikos“.